# Giacomo Maria Giovannini
Pour les articles homonymes, voir Giovannini.
Giacomo Maria Giovannini, né à Bologne en 1667 et mort le 15 mai 1717 à Parme, est un graveur et peintre italien.

## Biographie
Restaurateur de tableaux, on lui doit en vingt feuilles les fresques du cloître San Michele in Bosco de Bologne qui représente la vie de Saint Benoît par Lodovico Carracci et ses élèves ainsi qu'en douze feuilles la coupole et la tribune de Saint-Jean de Parme et un Saint Jérôme du même auteur. 
Il grave aussi 2 000 médailles impériales du palais du Jardin qui ont été publiées par Pedrusi de 1694 à 1717.

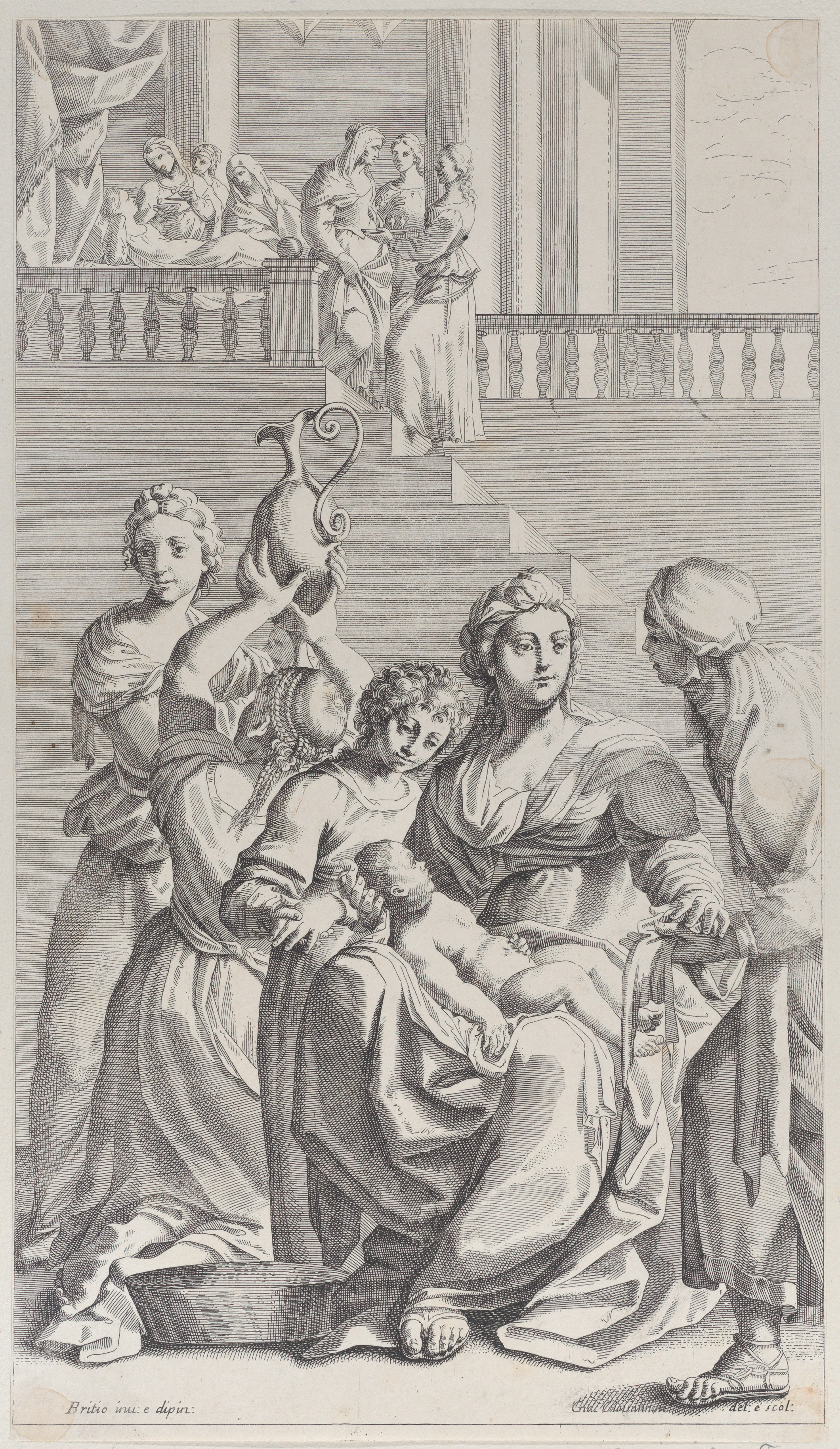
Naissance de Saint Benoît, c. 1687–1717.
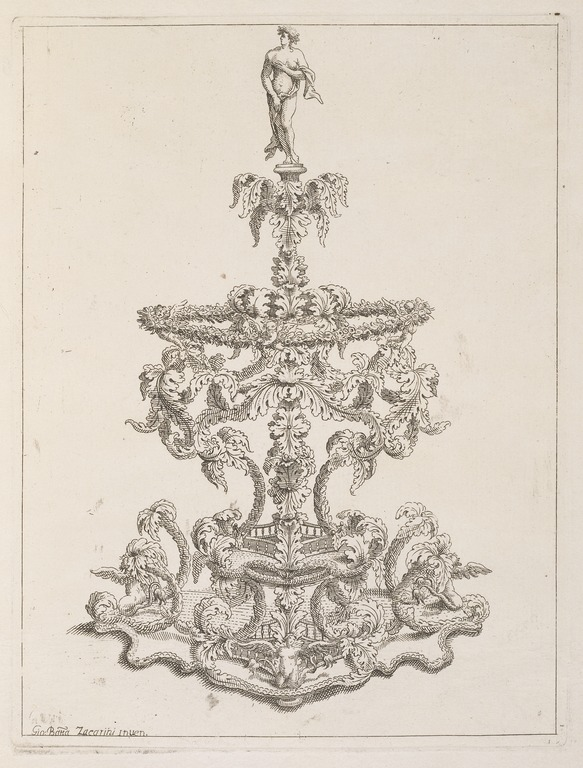
Triomphe, 1693.
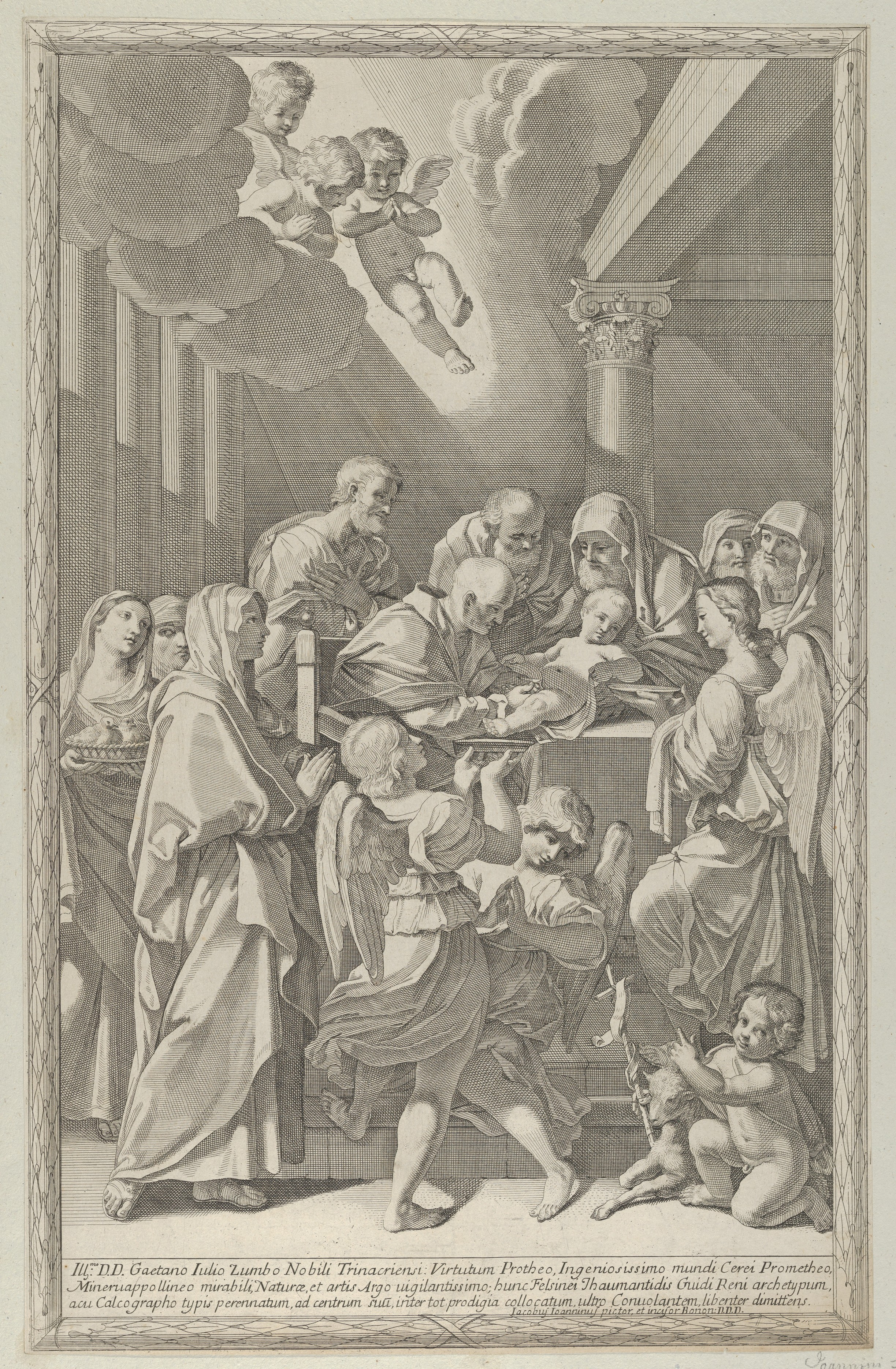
La Circoncision du Christ, c. 1687-1717.